# 清川 (台東區)
清川（日语：／ Kiyokawa */?）是東京都台東區的地名。現行行政地名為清川一丁目與清川二丁目。2013年8月1日為止的人口有5,714人。郵遞區號111-0022。

## 地理
位於台東區東北部。東鄰台東區橋場，南與台東區今戶間以今吉柳通為界，西與台東區東淺草、台東區日本堤之間以吉野通為界，北與荒川區南千住之間以明治通為界。
町域內以住商混合區為主。清川屬山谷的東南部地區，町內可見簡易宿所，町域西北端為淚橋交差點。

## 歷史
1932年（昭和7年），玉姫町、山谷町、吉野町、淺草町各一部分合併為清川町。1966年（昭和41年），淺草清川町、淺草石濱町一～三丁目西半部、淺草山谷町東半部合併為現行的清川。

### 地名由來
由來尚不清楚。有一說是此地過去有條清澈小溪而得名，但正確性未知。

## 交通
町域內沒有鐵路車債，可利用淺草站與三之輪站發出的巴士，北方有南千住站。

## 設施
- 台東區立石濱小學校
- 台東區立石濱公園
- 台東區立玉姬公園
- 玉姬稻荷神社
- 台東區立石濱圖書館
- NTT白鬚大樓
- 朝日商店街
- 仰願寺
- 寶藏院

## 備註
1. ↑  住民基本台帳による町丁名別世帯人口数 平成２５年８月１日現在[永久]